# Visa Inc.
Die Visa Inc. ist eine Aktiengesellschaft und neben Mastercard eine der beiden großen Firmen für Zahlungskarten (Kreditkarten, Debitkarten und Guthabenkarten) und beschäftigt rund 31.600 Mitarbeiter. Visa vergibt weltweit Lizenzen an Banken für die Ausgabe ihrer Karten (Issuing-Lizenzen) und die Abrechnung von Vertragsunternehmen (sogenannte Acquiring-Lizenzen). In Europa ist die in London-Westminster ansässige Niederlassung Visa Europe Services Inc. zuständig. Zu ihrem Einflussgebiet gehören auch die außereuropäischen Staaten Türkei und Israel. Die Aufgaben und Rechte der Visa nehmen in den einzelnen Staaten sogenannte Domestic Members wahr.
Mit einem Umsatz von 25 Milliarden US-Dollar (USD), EBITDA von 17,7 Mrd. USD und 20.500 Mitarbeitern steht Visa Inc. laut den Forbes Global 2000 auf Platz 122 der weltgrößten Unternehmen (Stand: Mitte 2021). Das Unternehmen kam Ende 2020 auf eine Marktkapitalisierung von 501 Mrd. USD und war damit das teuerste Unternehmen aus der Finanzbranche weltweit.

## Geschichte

Visa-Logo 1977–2006

Visa-Logo 2006–2014

Visa-Logo 2014–2021

Die Kreditkarte ist die Weiterentwicklung der früheren BankAmericard. 1970 wurde die National Bank Americard Inc. mit 243 Banken als Gründungsmitglieder gegründet und 1976 in Visa umbenannt. Die im Visa-Logo verwendeten Farben Blau und Gold sollen den blauen Himmel und die goldfarbenen Hügel des US-Bundesstaates Kalifornien symbolisieren, in dem die Bank of America gegründet wurde. Von 1981 bis 1987 wurden in der Bundesrepublik Deutschland Visa Karten nur durch die Bank of America ausgegeben. Im April 1987 übernahm die Santander Direkt Bank AG die Visa Mitgliedschaft der Bank of America. 1988 folgten auch die Citibank Privatkunden AG und die Noris Verbraucherbank GmbH. 1992 wurden die SGZ Bank AG und die Postbank Mitglied von Visa und 1995 folgte der Deutsche Sparkassen- und Giroverband (DSGV).
2006 hatte Visa in den USA einen Marktanteil von 44 Prozent bei den Kreditkarten und 48 Prozent bei den Debitkarten. Nach einer Studie der Finanznachrichtenagentur Bloomberg betrug der Marktanteil im Jahr 2010 weltweit 65 Prozent.
Visa ist gemeinsam mit Europay International (ehemals Eurocard) und Mastercard International einer der Gründer der EMV-Spezifikation für Kreditkarten mit Chip.
Mit der neuesten Kartengeneration bietet Visa mit der Visa payWave card die Möglichkeit an, kontaktlos direkt per Near Field Communication (NFC) durch Vorhalten der Karte an einem gesicherten System des point-of-sale zu bezahlen.

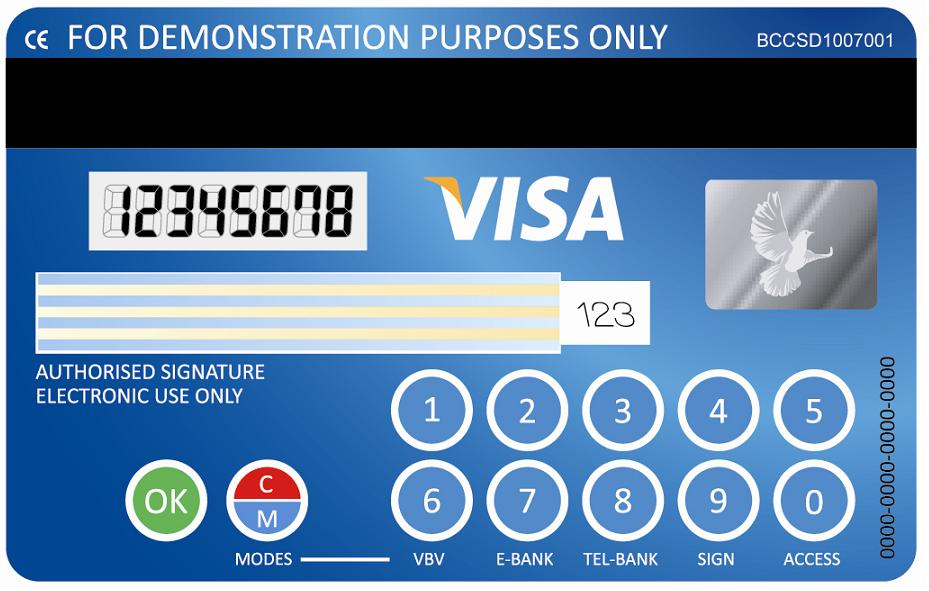
Visa CodeSure Karte

Im August 2010 startete Visa Europe auch in Deutschland ein Pilotprojekt zusammen mit der Deutschen Kreditbank (DKB) zur Einführung der Visa CodeSure Karte, die über einen zufälligen Sicherheitscode verfügt, der über ein Tastenfeld auf der Karte generiert wird.
Das Kreditkartenunternehmen gehört zu den ersten Hauptmitgliedern der FIDO-Allianz, die seit 2013 den Industriestandard Universal Second Factor (U2F) für eine allgemein anwendbare Zwei-Faktor-Authentifizierung entwickelt hat.
Am 2. November 2015 wurde bekannt, dass die US-amerikanische Visa Inc. die frühere Tochtergesellschaft Visa Europe für bis zu 21,2 Milliarden Euro zurückkaufen will. Hierbei sollen zunächst 16,5 Milliarden Euro gezahlt werden, im Rahmen einer Preisanpassung sollen die Visa Europe Mitgliedsunternehmen möglicherweise weitere 4,7 Milliarden Euro vier Jahre nach Transaktionsvollzug erhalten. Die Vorauszahlungen sollen sich aus 11,5 Milliarden Euro in bar und aus in Visa Inc. Klasse-A-Stammaktien wandelbare Vorzugsaktien in Höhe von 5 Milliarden Euro zusammensetzen. Die Transaktion erfolgt vorbehaltlich der Zustimmung der Kartellbehörden. Visa Inc. strebt an, die Transaktion zum dritten Geschäftsquartal des Jahres 2016 abzuschließen. Visa Europe mit Hauptsitz London war 2004 ausgegliedert und im Oktober 2007, vor dem Börsengang der Visa Inc. an der NYSE im März 2008, als eigenständiges Unternehmen selbständig geworden.
Im Geschäftsjahr 2017 erzielte Visa mit 15.000 Mitarbeitern einen Umsatz von 18,4 Milliarden US-Dollar.
Im Juni 2019 wurde bekannt, dass sich Visa an der Internetwährung Libra beteiligt hat.

### Kartellstreit 2007
Im Vorfeld des Börsengangs 2008 zahlte Visa 2007 an American Express außergerichtlich 2,1 Milliarden US-Dollar, um eine Klage des Konkurrenten zu vermeiden. American Express hatte Visa wettbewerbswidriges Verhalten vorgeworfen.

### Börsengang 2008
Am 19. März 2008 gelang dem Kreditkartenanbieter Visa Inc. mit Sitz in San Francisco der größte Börsengang in der US-Geschichte. Ursprünglich war ein Ausgabepreis von 37 bis 42 US-Dollar erhoben worden. Aufgrund der hohen Nachfrage wurden 406 Millionen Anteilsscheine zu einem Preis von 44 US-Dollar platziert. Somit lag das Emissionsvolumen bei ca. 17,86 Milliarden US-Dollar. Da das Kaufinteresse an Wertpapieren am zweiten Tag extrem stieg, wurden weitere 40,6 Millionen Aktien von Visa zugeteilt. Am Tag des Börsenganges startete das Wertpapier (Wertpapiersymbol V) in der New York Stock Exchange (NYSE) mit einem Kurs von 59,50 US-Dollar. Zum Teil erreichte ein Anteilschein einen Höchstwert von 69 US-Dollar, jedoch sank der Kurs zu Börsenende auf 56,50 US-Dollar bei insgesamt 177 Millionen gehandelten Wertpapieren.

## Produktportfolio

### Kreditkarten

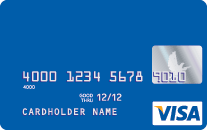
Kreditkarte mit Tauben-Hologramm

- Visa Classic – Basiskarte, die die meisten Banken ausgeben, auf neueren Karten häufig als VISA Credit bezeichnet.
- Visa Gold – Karte mit erweiterten Services und Funktionen, beispielsweise Bonusprogrammen oder Reiseversicherungen.
- Visa Platinum – Karte mit erweiterten Services und Funktionen, beispielsweise Bonusprogrammen oder Reiseversicherungen.
- Visa Infinite – wird meist nur auf Einladung herausgegeben, nochmals größerer Serviceumfang, u. a. Concierge-Services und Zugang zu Flughafenlounges.
- Visa Commercial – für kleine bis mittlere Geschäftskunden.
- Visa Corporate – für größere Unternehmen und Behörden, Ausgabe auch in deren Corporate Design möglich.

Die Black Card, die seit 2008 nur von einer US-amerikanischen Bank an einen kleinen Kundenkreis ausgegeben wurde, war aus schwarzem rostfreiem Stahl/Carbon. Die Jahresgebühr betrug 495 USD, ein Mindestumsatz von 50.000 USD im Jahr war verpflichtend. Sie war vergleichbar mit der American Express Centurion Card. Karten dieses Typs wurden z. B. im Rahmen des Bankia-Kreditkarten-Skandals von der spanischen Bank Bankia an ihre Vorstände und Manager ausgegeben. Es gibt zwischenzeitlich keine aktuellen Hinweise mehr darauf, dass die Black Card noch existiert.

### Debitkarten

Logo von Visas V-Pay

- Visa Debit zunächst in den USA, Japan, Kanada sowie in Europa in Finnland, Schweden, der Schweiz[23][24] und seither vielen weiteren Ländern verbreitet. Bis 2004 im Vereinigten Königreich und in Irland als Visa Delta vermarktet. Im Sommer 2019 kündigte VISA an, die Debit Card ab 2020 auch in Deutschland anzubieten.[25] Visa Debit wird absehbar sowohl Visa Electron als auch V Pay in Europa ablösen.
- Visa Electron Diese Karte ist nicht hochgeprägt und kann ausschließlich am Point of Sale oder im Internet eingesetzt werden. Visa Electron konnte dabei als Debit-, Kredit- und Prepaid-Karte ausgegeben werden und ist ausschließlich in Europa verbreitet. Die Marke Electron wurde zugunsten von Visa Debit eingestellt, entsprechende Karten nicht mehr neu ausgegeben.
- V Pay, wurde neben Visa Electron ab 2006 als chip- und PIN-basierte Debitkarte ausschließlich in Europa eingeführt und basiert auf der EMV-Technologie; kann sowohl im Handel als auch an Geldautomaten, außer in der Ukraine, in weiten Teilen Europas eingesetzt werden. V Pay wird seit 2019 durch Visa Debit ersetzt und die Ausgabe sukzessive ebenfalls eingestellt.
- Visa Check Card ausschließlich in den USA.
- Carte Bleue ausschließlich in Frankreich, kann als Debit- und Kreditkarte ausgegeben werden.

### Guthabenkarten
- Bei der Visa Prepaid muss zunächst Geld auf das Kreditkarten-Konto überwiesen werden, Verfügungen sind nur im Rahmen dieses Guthabens möglich. Die Guthabenkarte wird durch die Vertragspartner vergeben und ist teils auch für Minderjährige erhältlich.

### Bargeldbezugskarten
- Im Vergleich sehr selten ist die reine Bargeldbezugskarte Visa PLUS analog zur gleichnamigen Geldautomatenmarke. Jede Visa-Plus Karte kann weltweit an Geldautomaten genutzt werden, die das Plus-Akzeptanzlogo aufweisen (analog zu Cirrus von Mastercard). Die Sparcard der Postbank oder die Postfinance Card der Postfinance sind z. B. Visa-Plus Karten.

## Visa Europe
Von Oktober 2007 bis November 2015 war Visa Europe Services Inc. unabhängig von Visa Inc., mit einer unwiderruflichen und unbefristeten Visa-Lizenz für Europa. Die Mitgliedsorganisationen von Visa Europe kamen aus 36 europäischen Ländern. Visa Europe war in dieser Zeit ein Mitgliedsverband – eine Organisation im Besitz und unter Kontrolle ihrer 4.600 europäischen Mitgliedsbanken – und seit Juli 2004 ein eigenständig eingetragenes Unternehmen.
Hauptsitz von Visa Europe ist London. Weitere Geschäftsstellen befinden sich in Athen, Brüssel, Berlin, Frankfurt, Paris, Istanbul, Lissabon, Madrid, Mailand, Stockholm und Warschau.

### Deutschland
Für die Ausgabe der Visa-Karten sind in Deutschland über 2.500 Banken und Sparkassen zuständig, die als Mitgliedsinstitut von Visa die entsprechenden Karten mit individuellem Preis- und Leistungskatalog anbieten. Zahlreiche Anbieter offerieren für das erste Jahr die Visa-Kreditkarte kostenlos oder zu einem Sondertarif beispielsweise für Schüler und Studenten oder in Verbindung mit einem neuen Girokonto, wo Kreditkarten kostenlos als Bonus-Leistung dazugegeben werden. Einige Banken bieten eine dauerhaft kostenlose Visa-Karte in Kombination mit einem kostenlosen Girokonto an.
Dabei handelt es sich sehr oft um eine sogenannte Chargenkarte, bei der es einmal pro Monat eine Abrechnung über die Kartenumsätze gibt. Einkäufe, die mit der Kreditkarte bezahlt werden, werden teilweise erst einen Monat nach Kauf in Rechnung gestellt, so dass ein Zinsvorteil entstehen kann.
Im Dezember 2004 gab es 404.202 und 2009 rund 490.000 Visa-Akzeptanzstellen in Deutschland und die Möglichkeit der Bargeldbeschaffung mit der Kreditkarte an 49.344 Geldautomaten sowie 8.111 Bargeldstellen. Anfang 2007 vereinbarte Visa Verträge über Akzeptanzstellen in Einzelhandelsmärkten der Rewe Group, seit 2008 auch in 52 ProMarkt-Filialen sowie in Hugendubel und Peek-&-Cloppenburg-Filialen. Neben dem sofortigen Zustandekommen eines Kaufvertrages läuft die Abbuchung von dem Kreditkartenkonto erst nach Ablauf des gewählten Abrechnungszeitraums.

### Luxemburg
Ab dem 1. November 2011 erhalten die Kunden von elf Luxemburger Geschäftsbanken ihre V-Pay-Karte.

### Schweiz
1975 führte die Cornèr Bank als erstes Bankinstitut in der Schweiz die Visa-Karte ein.

## Geschäftsmodell
Das Geschäft des Kreditkartenanbieters funktioniert nach folgendem Prinzip: Allein für die Abwicklung der Kreditkartenzahlung werden Gebühren erhoben. Das Risiko unbezahlter Kartenschulden tragen Banken und andere Organisationen, die die Kreditkarte ausgeben. Viele Produkte der Visa werden zusammen mit kostenlosen Girokonto-Paketen angeboten, bei denen eine monatliche oder jährliche Grundgebühr anfällt. Manche Kontopakete bieten Visa-Produkte ohne Grundgebühren an. Einige Bezahlvorgänge erfolgen ohne Autorisierung, so etwa unter bestimmten Bedingungen bei Beträgen bis 50 Euro in Deutschland. Dies wird nach Angaben des Unternehmens im Vergleich zu Bargeld als „besonders sicher“ bezeichnet.

## Kritik
Mastercard und Visa verfolgten in den 1980er und 1990er Jahren eine systematische Benachteiligung von American Express. Zwischen 1996 und 2004 soll Visa ihren Mitgliedsbanken verboten haben, Kreditkarten von American Express auszugeben.